# 林澜
林澜（1958年—），出生于北京，早年毕业于美国田纳西科技大学机械工程系，获博士学位。
历任海信集团副董事长，海信集团控股股份有限公司董事长。
现任海信集团高级顾问、VIDAA国际CEO、E股事务会顾问。